# اندیس آنومالی شرق دباغ
آنومالی شرق دباغ یک اندیس فلزی است که در حوالی شهر باینجوب استان کردستان قرار دارد و مادهٔ معدنی موجود در آن، طلا است.سنگ میزبان این اندیس فیلیت، شیل، کلریت شیست است  در این اندیس، پاراژنز‌های باریت، زیرکن، روتیل، گارنت، اپیدوت یافت می‌شوند.